# Malindi Elmore
Malindi Elmore, född 13 mars 1980, är en friidrottare från Kanada. Hon deltog vid olympiska sommarspelen 2004 och olympiska sommarspelen 2020.